# Bicon luzonensis
Bicon luzonensis là một loài bọ cánh cứng trong họ Cerambycidae.